# ゆいの杜
ゆいの杜（ゆいのもり）は栃木県宇都宮市の地名。現行行政町名でゆいの杜一丁目からゆいの杜八丁目まで設定されており、住居表示実施済み区域。郵便番号は321-3226（道場宿郵便局管区）。

## 概要
宇都宮市東部・清原地区の一地域で、UR都市機構により1997年（平成9年）度から2012年（平成24年）度にかけて進められた、「宇都宮テクノポリスセンター土地区画整理事業」により造成されたニュータウンの区域にあたる。住宅街のみならず、近隣には清原工業団地や芳賀工業団地が隣接し、県道（主要地方道宇都宮向田線・主要地方道宇都宮茂木線）沿いには商業施設が並ぶ。
若い世代向けの施設が多く、スーパーマーケット、ホームセンター、カフェ、クリニック（内科・歯科など）、教育関係施設（学習塾、音楽教室など）が建ち並ぶ。高齢者向け施設も3施設あり、将来に渡って住み続けられる街になりつつある。

## 歴史
開発前は畑や原野の広がる地域で、総人口は約500人であった。開発当初は清原・芳賀の両工業団地を支える産業支援拠点・研究開発拠点となる予定であった。旧町名では大半の区域が野高谷町であり、その他刈沼町および道場宿町飛地だった区域などが含まれる。
宅地を分譲し始めた頃は東日本大震災の影響もありほとんど売れなかったが、宇都宮ライトレールが地域内を通り、宇都宮市街へのアクセスの確保の見通しが立つと人口が急増し、2016年（平成28年）には約1000人増加した。

### 町名の由来
「ゆいの杜」の名前はUR都市機構による公募で選ばれたもので、相互の助け合いで発展する街の姿を「結い」とし、その助け合いが自然（杜）豊かな地域にあることから名づけられた。

### 沿革
- 2013年（平成25年）3月23日 - 住居表示施行により野高谷町・刈沼町・道場宿町・満美穴町・板戸町のそれぞれ一部がゆいの杜一丁目〜八丁目となる[6][7]。

### 町名の変遷
| 実施後         | 実施年月日                | 実施前（それぞれ一部）               |
| -------------- | ------------------------- | ------------------------------------ |
| ゆいの杜一丁目 | 2013年（平成25年）3月23日 | 野高谷町、刈沼町                     |
| ゆいの杜二丁目 | 2013年（平成25年）3月23日 | 野高谷町、刈沼町、板戸町             |
| ゆいの杜三丁目 | 2013年（平成25年）3月23日 | 野高谷町、刈沼町、道場宿町           |
| ゆいの杜四丁目 | 2013年（平成25年）3月23日 | 野高谷町、刈沼町、道場宿町、満美穴町 |
| ゆいの杜五丁目 | 2013年（平成25年）3月23日 | 野高谷町、刈沼町                     |
| ゆいの杜六丁目 | 2013年（平成25年）3月23日 | 野高谷町                             |
| ゆいの杜七丁目 | 2013年（平成25年）3月23日 | 野高谷町、刈沼町                     |
| ゆいの杜八丁目 | 2013年（平成25年）3月23日 | 野高谷町、刈沼町                     |

## 世帯数と人口
計画人口は13,000人である。
2021年（令和3年）6月30日現在の世帯数と人口は以下の通りである。
| 丁目           | 世帯数    | 人口    |
| -------------- | --------- | ------- |
| ゆいの杜一丁目 | 73世帯    | 134人   |
| ゆいの杜二丁目 | 488世帯   | 1,042人 |
| ゆいの杜三丁目 | 338世帯   | 692人   |
| ゆいの杜四丁目 | 432世帯   | 1,144人 |
| ゆいの杜五丁目 | 609世帯   | 1,202人 |
| ゆいの杜六丁目 | 582世帯   | 1,356人 |
| ゆいの杜七丁目 | 879世帯   | 1,768人 |
| ゆいの杜八丁目 | 67世帯    | 85人    |
| 計             | 3,468世帯 | 7,423人 |

2017年（平成29年）7月31日時点の世帯数と人口は以下の通りである。
| 丁目           | 世帯数    | 人口    |
| -------------- | --------- | ------- |
| ゆいの杜一丁目 | 70世帯    | 120人   |
| ゆいの杜二丁目 | 449世帯   | 960人   |
| ゆいの杜三丁目 | 318世帯   | 622人   |
| ゆいの杜四丁目 | 425世帯   | 1,092人 |
| ゆいの杜五丁目 | 590世帯   | 1,172人 |
| ゆいの杜六丁目 | 469世帯   | 1,121人 |
| ゆいの杜七丁目 | 789世帯   | 1,491人 |
| ゆいの杜八丁目 | 14世帯    | 25人    |
| 計             | 3,124世帯 | 6,603人 |

## 小・中学校の学区
市立小・中学校に通う場合の学区は以下の通りとなる。
| 町丁           | 町丁           | 小学校                   | 中学校               |
| -------------- | -------------- | ------------------------ | -------------------- |
| ゆいの杜一丁目 | ゆいの杜一丁目 | 宇都宮市立ゆいの杜小学校 | 宇都宮市立清原中学校 |
| ゆいの杜二丁目 | 23番31号       | 宇都宮市立清原北小学校   | 宇都宮市立清原中学校 |
| ゆいの杜二丁目 | その他         | 宇都宮市立ゆいの杜小学校 | 宇都宮市立清原中学校 |
| ゆいの杜三丁目 |                | 宇都宮市立ゆいの杜小学校 | 宇都宮市立清原中学校 |
| ゆいの杜四丁目 |                | 宇都宮市立ゆいの杜小学校 | 宇都宮市立清原中学校 |
| ゆいの杜五丁目 |                | 宇都宮市立ゆいの杜小学校 | 宇都宮市立清原中学校 |
| ゆいの杜六丁目 |                | 宇都宮市立ゆいの杜小学校 | 宇都宮市立清原中学校 |
| ゆいの杜七丁目 |                | 宇都宮市立ゆいの杜小学校 | 宇都宮市立清原中学校 |
| ゆいの杜八丁目 |                | 宇都宮市立ゆいの杜小学校 | 宇都宮市立清原中学校 |

## 交通

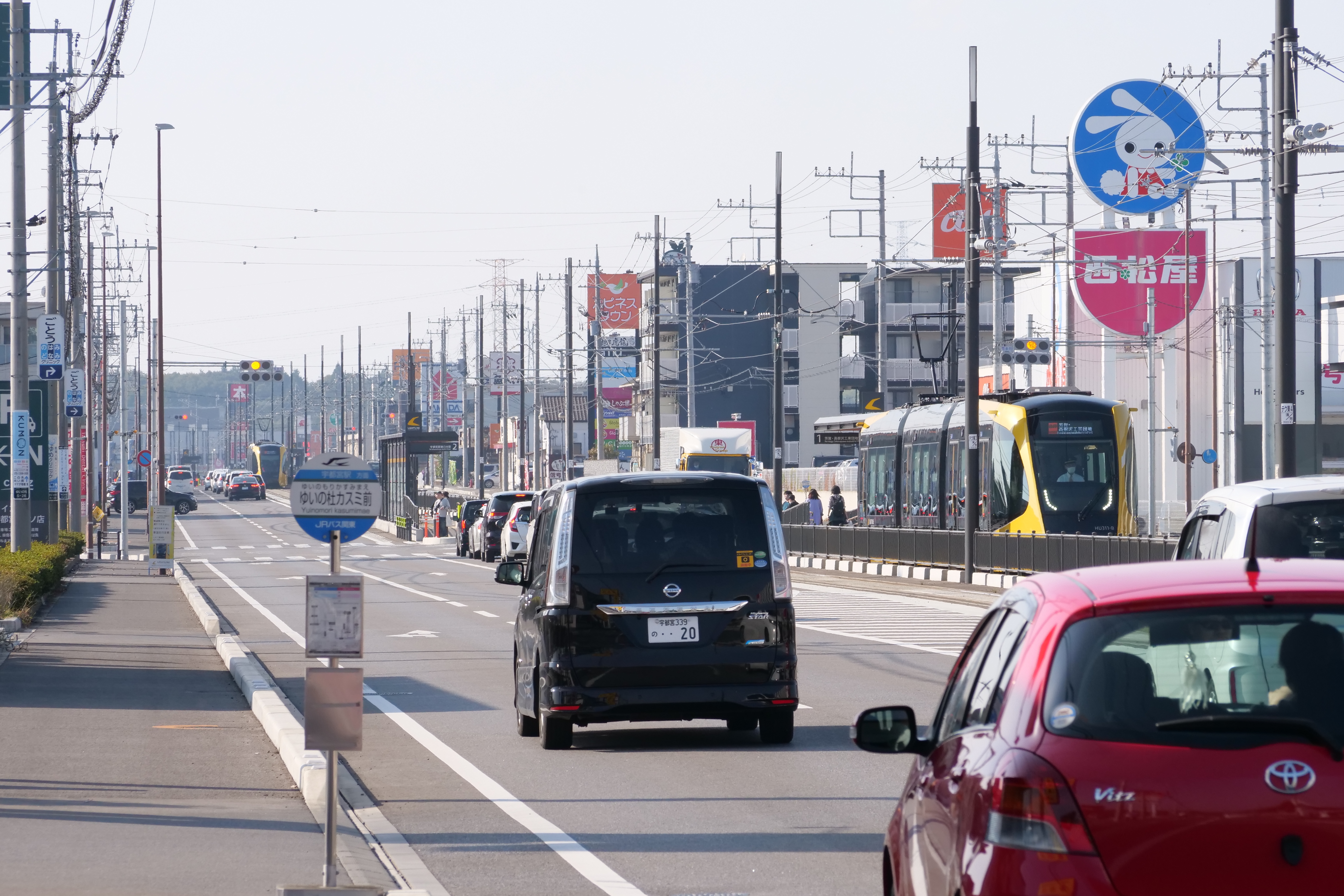
ゆいの杜6丁目の栃木県道69号宇都宮茂木線と併用軌道上の宇都宮芳賀ライトレール線

### 鉄道
- 宇都宮ライトレール
  - ■宇都宮芳賀ライトレール線：ゆいの杜西停留場-ゆいの杜中央停留場-ゆいの杜東停留場

宇都宮駅（東口）に隣接する宇都宮駅東口停留場とを結ぶ。

### 道路
- 栃木県道64号宇都宮向田線：ゆいの杜地内の西から北東方面へ延びている。西方面はJR宇都宮駅東口、北東方面は那須烏山市方面へ向かう。
- 栃木県道69号宇都宮茂木線：ゆいの杜1丁目南西の刈沼町交差点を起点[12]とし、ゆいの杜4丁目・5丁目と6丁目の間を東西に通過する。東は芳賀町・茂木町方面へ連絡する。

### 路線バス
JRバス関東宇都宮支店により運行されている。

## 主な施設
- とちぎ産業創造プラザ（ゆいの杜一丁目）
  - 栃木県産業技術センター
  - とちぎ産業交流センター
  - 栃木県産業振興センター
- ホテルルートイン宇都宮ゆいの杜（ゆいの杜一丁目）
- テクノ一本杉公園（ゆいの杜七丁目） - 名前の通り、一本杉が生えている[1]。
- イーストスターゴルフ練習場（ゆいの杜八丁目）